# Hopea pterygota
Hopea pterygota är en tvåhjärtbladig växtart som beskrevs av Peter Shaw Ashton. Hopea pterygota ingår i släktet Hopea och familjen Dipterocarpaceae. Inga underarter finns listade i Catalogue of Life.